# Sigdes
Sigdes är ett naturreservat i Burs socken i Region Gotland på Gotland.
Området är naturskyddat sedan 2008 och är 17 hektar stort. Reservatet består av en gammal tallskog på sandig mark.. 